# Vluchtstrook

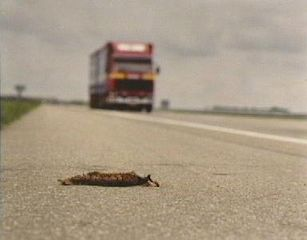
Vluchtstrook (foto: Rijkswaterstaat). De doodgereden egel toont aan dat de vluchtstrook geen veilige stopplaats is.

Een vluchtstrook (Nederland) of pechstrook (België) is een strook asfalt van een drietal meter breed langs autosnelwegen waar weggebruikers naar kunnen uitwijken in geval van nood of pech. Het is niet toegestaan om op een vluchtstrook zonder noodzaak te stoppen. 
Pech of een aanrijding waardoor het voertuig niet langer verkeerswaardig is, of plotselinge onwelheid van de bestuurder of een andere inzittende zijn voorbeelden van noodgevallen. Voorbeelden van verkeerd gebruik van een vluchtstrook zijn bermtoerisme, een file voorbijrijden, lichte schade door pech of een aanrijding, of een sanitaire stop. In principe is het aan te raden de vluchtstrook alleen te gebruiken wanneer het echt niet anders kan. Als iemand bijvoorbeeld nog kan doorrijden naar de volgende afslag of parkeerplaats dient men dat in principe te doen. Ook gebruik van de vluchtstrook wegens brandstofgebrek wordt als onjuist gebruik gezien, omdat men hierop kan anticiperen en ervoor dient te zorgen genoeg brandstof te hebben. Iets soortgelijks geldt voor de twee minuten stilte bij Dodenherdenking, men kan voor achten een parkeer- of verzorgplaats uitzoeken hiervoor. Misbruik van de vluchtstrook wordt dan ook door de politie beboet.
Tijdens een file kan de vluchtstrook worden gebruikt door hulpdiensten, en met name om die reden is het belangrijk dat de vluchtstrook wordt vrijgehouden. De andere reden is dat een vluchtstrook geen veilige plaats is om stil te staan.
De vluchtstrook is geen veilige plaats omdat verkeer met hoge snelheid voorbij raast. Wanneer men gebruik maakt van de vluchtstrook is het dan ook het beste de auto zo veel mogelijk aan de kant van de berm te zetten (of zelfs in de berm als dit mogelijk is), hesjes te dragen en de gevarendriehoek te plaatsen, voorzichtig te zijn met in- en uitstappen, en achter de vangrail of in de berm op hulpdiensten te wachten.
In Nederland kan Rijkswaterstaat aan vervoermaatschappijen onder strikte voorwaarden toestaan hun lijnbussen tijdens files over de vluchtstrook te laten rijden. Dit gebeurt onder andere op enige autosnelwegtrajecten in de omgeving van de stad Utrecht. Ter plaatse is dan op regelmatige afstanden een bord aangebracht met de tekst Bij file lijnbus op vluchtstrook.

## Nederland
Nederland was in 1931 het eerste land ter wereld waar werd besloten integraal (uitgezonderd op zeer kostbare kunstwerken) volwaardige vluchtstroken toe te passen. In 1934 werd begonnen met de aanleg van de A12: de eerste snelweg ter wereld met een vluchtstrook en de eerste snelweg in Nederland.
Op 3 juni 1965 werden liften en stoppen op de vluchtstrook verboden. Tot die tijd werd er geregeld geparkeerd voor een dutje of een maaltijd.
Bij autosnelwegen met vier of meer rijstroken per richting is het gebruikelijk om aan beide zijden van de rijbaan een vluchtstrook te hebben, al wordt hier weleens van afgeweken (bijvoorbeeld het stuk A4 tussen knooppunt Burgerveen en Schiphol).
In situaties waar geen vluchtstrook aanwezig is (bijvoorbeeld door de aanwezigheid van een spitsstrook of bij langdurige wegwerkzaamheden) zijn er meestal vluchthavens die op regelmatige afstanden gelegen zijn.
rijstrook · vluchtstrook · spitsstrook · invoegstrook · uitvoegstrook · weefstrook · bufferstrook · plusstrook · wisselstrook · redresseerstrook · voorsorteerstrook · klimstrook

Doelgroepstroken: busstrook · carpoolstrook · vrachtwagenstrook · fietsstrook · passeerstrook